# Kushtia

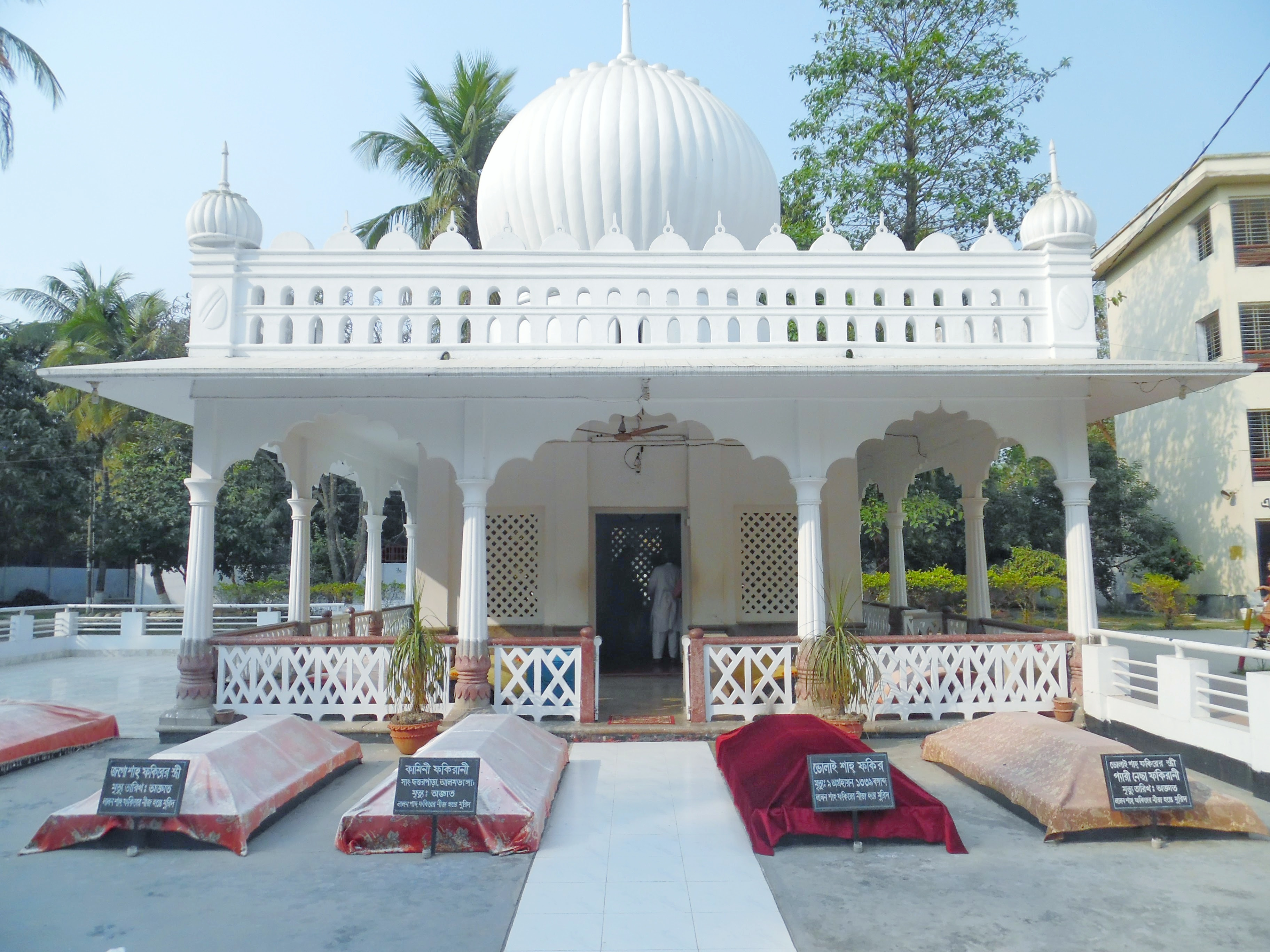
Kushtia – Lalon-Shah-Mausoleum

Kushtia ist eine weitgehend moderne Großstadt im gleichnamigen Distrikt in der Khulna-Division im Westen von Bangladesh. Es ist die elftgrößte Stadt Bangladeshs.

## Lage und Klima
Die ca. 15 m hoch gelegene Stadt liegt am Gorai-Madhumati River kurz vor dessen Einmündung in den Padma (= Ganges). Die Entfernung zur Hauptstadt Dhaka beträgt gut 200 km in östlicher Richtung. Das Klima ist meist tropisch schwülwarm; Temperaturen über 35 °C sind jedoch eher selten. Regen fällt überwiegend in den Monsunmonaten Juni bis September.

## Bevölkerungsentwicklung
| Jahr      | 1991   | 2001   | 2011    |
| --------- | ------ | ------ | ------- |
| Einwohner | 72.427 | 83.658 | 102.988 |

Das deutliche Bevölkerungswachstum der Stadt beruht im Wesentlichen auf der Zuwanderung von Familien und Einzelpersonen aus den Dörfern des Umlands.

## Wirtschaft
Kushtia ist nach Rajshahi und Dinajpur die drittwichtigste Stadt im Westen Bangladeshs. Es ist eine Stadt des Handels und der Dienstleistungen innerhalb eines von der Landwirtschaft dominierten Umlands. Die Stadt verfügt über einen Bahnhof.

## Geschichte
Über die Geschichte der Stadt ist nur wenig bekannt. Das heutige Stadtbild ist überwiegend von Neubauten (auch Hochhäusern) geprägt.

## Persönlichkeiten
- Lalon Shah (ca. 1772–1890), ein bengalischer Philosoph und Mystiker starb hier
- Anamul Haque (* 1992), Cricketspieler